# Euskaltel-Euskadi 2010
Questa voce raccoglie le informazioni riguardanti la Euskaltel-Euskadi nelle competizioni ufficiali della stagione 2010.

## Stagione
Avendo licenza da UCI ProTeam, la squadra ciclistica spagnola ha diritto di partecipare alle gare del Calendario mondiale UCI 2010, oltre a quelle dei circuiti continentali UCI.

## Organico

### Staff tecnico
GM=General Manager; DS=Direttore Sportivo.
|  | Naz.              | Ruolo | Sportivo                    |  |  |  |
|  | ----------------- | ----- | --------------------------- |  |  |  |
|  | Spagna (bandiera) | GM    | Miguel Madariga             |  |  |  |
|  | Spagna (bandiera) | TM    | Igor González de Galdeano   |  |  |  |
|  | Spagna (bandiera) | DS    | Gorka Gerrikagoitia         |  |  |  |
|  | Spagna (bandiera) | DS    | Álvaro González de Galdeano |  |  |  |
|  | Spagna (bandiera) | DS    | Josu Larrazabal             |  |  |  |

### Rosa
|  | Naz.               |  | Sportivo             | Anno |  |  |
|  | ------------------ |  | -------------------- | ---- |  |  |
|  | Spagna (bandiera)  |  | Igor Antón           | 1983 |  |  |
|  | Spagna (bandiera)  |  | Javier Aramendia     | 1986 |  |  |
|  | Spagna (bandiera)  |  | Jorge Azanza         | 1982 |  |  |
|  | Spagna (bandiera)  |  | Jonathan Castroviejo | 1987 |  |  |
|  | Spagna (bandiera)  |  | Sergio De Lis        | 1986 |  |  |
|  | Spagna (bandiera)  |  | Koldo Fernández      | 1981 |  |  |
|  | Spagna (bandiera)  |  | Aitor Galdós         | 1979 |  |  |
|  | Spagna (bandiera)  |  | Aitor Hernández      | 1982 |  |  |
|  | Spagna (bandiera)  |  | Beñat Intxausti      | 1986 |  |  |
|  | Spagna (bandiera)  |  | Iñaki Isasi          | 1977 |  |  |
|  | Spagna (bandiera)  |  | Gorka Izagirre       | 1987 |  |  |
|  | Spagna (bandiera)  |  | Egoi Martínez        | 1978 |  |  |
|  | Spagna (bandiera)  |  | Miguel Mínguez       | 1988 |  |  |
|  | Spagna (bandiera)  |  | Mikel Nieve          | 1984 |  |  |
|  | Spagna (bandiera)  |  | Juan José Oroz       | 1980 |  |  |
|  | Spagna (bandiera)  |  | Alan Pérez           | 1982 |  |  |
|  | Spagna (bandiera)  |  | Rubén Pérez          | 1981 |  |  |
|  | Spagna (bandiera)  |  | Samuel Sánchez       | 1978 |  |  |
|  | Spagna (bandiera)  |  | Daniel Sesma         | 1984 |  |  |
|  | Francia (bandiera) |  | Romain Sicard        | 1988 |  |  |
|  | Spagna (bandiera)  |  | Amets Txurruka       | 1982 |  |  |
|  | Spagna (bandiera)  |  | Pablo Urtasun        | 1980 |  |  |
|  | Spagna (bandiera)  |  | Iván Velasco         | 1980 |  |  |
|  | Spagna (bandiera)  |  | Gorka Verdugo        | 1978 |  |  |

## Ciclomercato
| Jonathan Castroviejo | Orbea         |
| Beñat Intxausti      | Fuji-Servetto |
| Gorka Izagirre       | Contentpolis  |
| Miguel Mínguez       | Orbea         |
| Daniel Sesma         | Orbea         |
| Romain Sicard        | Orbea         |

| Josu Agirre     | svincolato    |
| Sergio De Lis   | ritirato      |
| Markel Irizar   | RadioShack    |
| Andoni Lafuente | Cespa Euskadi |

## Palmarès

### Corse a tappe
ProTour
- Volta Ciclista a Catalunya

Classifica sprint (Jonathan Castroviejo)
- Vuelta al País Vasco

4ª tappa (Samuel Sánchez)
- Tour de Romandie

6ª tappa (Igor Antón)
- Vuelta a España

4ª tappa (Igor Antón)
11ª tappa (Igor Antón)
16ª tappa (Mikel Nieve)
- Critérium du Dauphiné

Classifica scalatori (Egoi Martínez)
Continental
- Vuelta a Burgos

1ª tappa (Koldo Fernández)
2ª tappa (Samuel Sánchez)
5ª tappa (Samuel Sánchez)
Classifica generale (Samuel Sánchez)
- Vuelta a Asturias

1ª tappa (Pablo Urtasun)
3ª tappa, 2ª semitappa (Beñat Intxausti)
- Vuelta a Castilla y León

3ª tappa (Igor Antón)
- Tour de Luxembourg

4ª tappa (Gorka Izagirre)
- Bayern Rundfahrt

1ª tappa (Rubén Pérez)

### Corse in linea
Continental
- Prueba Villafranca de Ordizia (Gorka Izagirre)
- Klasika Primavera (Samuel Sánchez)
- Tour de Vendée (Koldo Fernández)

## Classifiche UCI

### Calendario mondiale UCI
Individuale
Piazzamenti dei corridori della Euskaltel nella classifica individuale del Calendario mondiale UCI 2010.
| Pos. | Ciclista        | Punti |
| ---- | --------------- | ----- |
| 10   | Samuel Sánchez  | 301   |
| 36   | Igor Antón      | 132   |
| 63   | Beñat Intxausti | 82    |
| 70   | Mikel Nieve     | 72    |
| 179  | Koldo Fernández | 8     |
| 185  | Aitor Galdós    | 7     |
| 209  | Romain Sicard   | 4     |
| 219  | Rubén Pérez     | 4     |
| 221  | Pablo Urtasun   | 4     |
| 258  | Egoi Martínez   | 1     |

Squadra
La Euskaltel ha chiuso in tredicesima posizione con 595 punti.